# Amance (Aube)
Amance ist eine französische Gemeinde mit 244 Einwohnern (Stand: 1. Januar 2022) im Département Aube in der Region Grand Est. Sie gehört zum Kanton Vendeuvre-sur-Barse und zum Arrondissement Bar-sur-Aube. 

## Lage
Nachbargemeinden sind:
| Radonvilliers       | Dienville                                   | Unienville      |
|                     | Kompassrose, die auf Nachbargemeinden zeigt | Jessains        |
| Vendeuvre-sur-Barse |                                             | Vauchonvilliers |

## Bevölkerungsentwicklung
| Jahr                      | 1962 | 1968 | 1975 | 1982 | 1990 | 1999 | 2008 | 2016 |
| ------------------------- | ---- | ---- | ---- | ---- | ---- | ---- | ---- | ---- |
| Einwohner                 | 306  | 301  | 274  | 238  | 228  | 235  | 260  | 284  |
| Quelle: Cassini und INSEE |      |      |      |      |      |      |      |      |

## Sehenswürdigkeiten
- Himmelfahrtskirche im Ortsteil La Ville-aux-Bois-lès-Vendeuvre
- Kirche Saint-Martin-les-Hivers
- Ehemalige Marienkapelle

## Weblinks

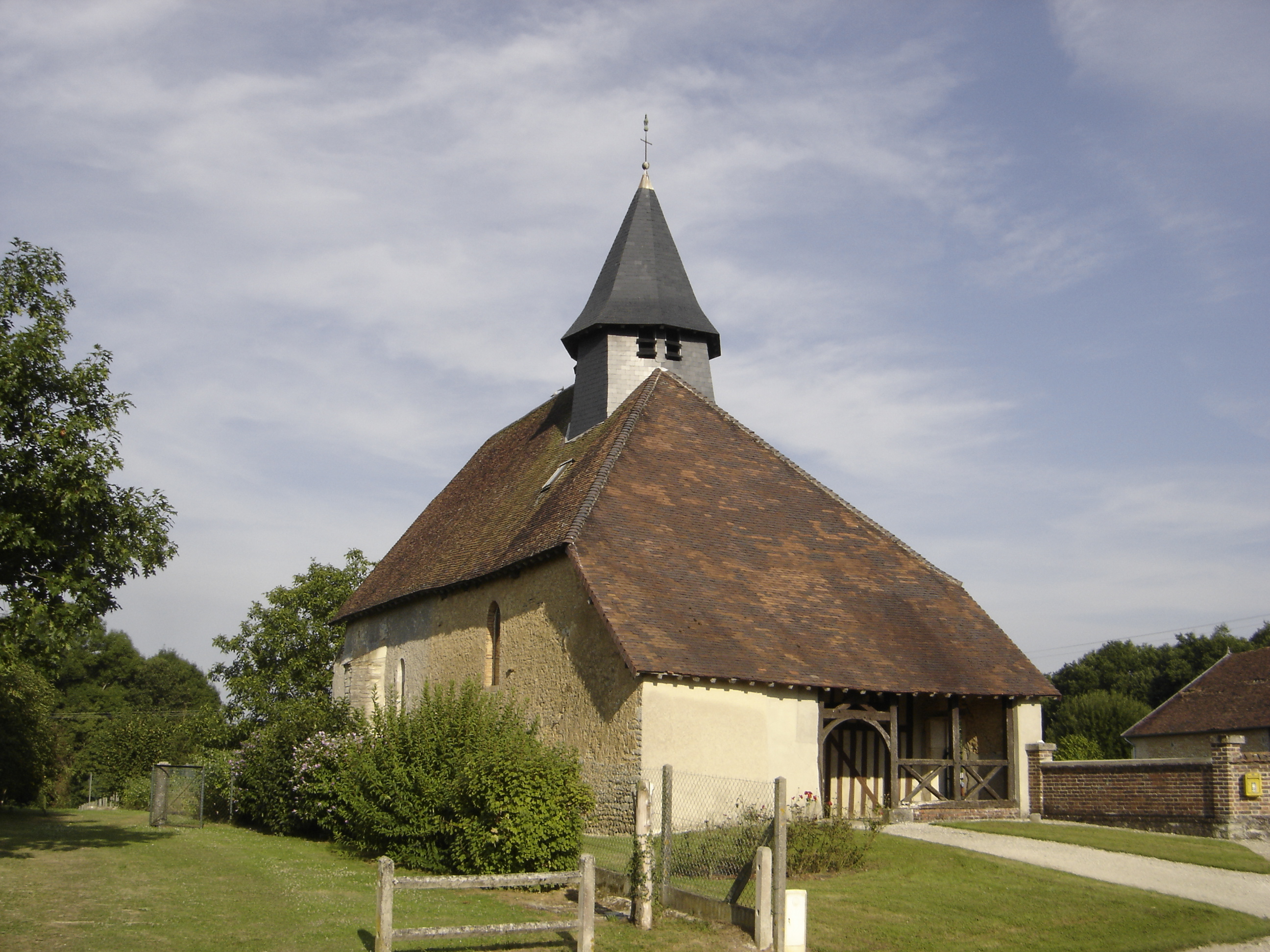
Himmelfahrtskirche in La Ville-aux-Bois-lès-Vendeuvre